# Mike Fedorko
Mike Fedorko (Hamilton, Ontario, 1956. szeptember 13. –) kanadai profi jégkorongozó.

## Pályafutása
Komolyabb junior karrierjét az Ontario Major Junior Hockey League-ben kezdte, a Hamilton Red Wingsben 1973–1974-ben. A következő évben a csapatot átnevezték Hamilton Fincupsra. Utolsó évében, 1976-ban OMJHL-bajnokok lettek és a Memorial-kupát is elhódították. Az 1976-os NHL-amatőr drafton a Minnesota North Stars választotta ki a negyedik kör 57. helyén. Az 1976-os WHA-amatőr drafton szintén kiválasztotta egy csapat, a Houston Aeros a negyedik kör 46. helyén. A National Hockey League-ban sosem játszott. Első felnőtt szezonját a NAHL-es Johnstown Jetsben kezdte 1976-ban és 28 mérkőzés után jégre léphetett a World Hockey Associationban, a Houston Aerosban 4 mérkőzésen. A szezont a CHL-es Oklahoma City Blazersben fejezte be 10 mérkőzéssel. A következő idény volt neki az utolsó, mint aktív játékos. Ekkor csak az IHL-es csapatokban volt kerettag (Fort Wayne Komets, Kalamazoo Wings, Flint Generals). Az 1990-es években rövid ideig edző is volt több csapatnál.

## Sikerei, díjai
- J. Ross Robertson-kupa: 1976
- Memorial-kupa: 1976